# Dasht
Dasht és un riu del Pakistan que rega el sud-oest de la regió de Makran. a la província de Balutxistan. El riu es forma per la unió del Nihing i el Kech Kaur a Kaur-e-Awaran. El Kech Kaur al seu torna es forma per la unió de dos rierols, el Gish Kaur i el Kil o Kul Kaur. El seu curs, començant des del naixement del Kech Kaur a les muntanyes centrals del Makran, és de 362 km. El Dasht forma la vall de Dasht i desaigua a la mar d'Aràbia.